# Cañamaque
Cañamaque è un comune spagnolo di 45 abitanti situato nella comunità autonoma di Castiglia e León.